# Haploa lumbonigera
Haploa lumbonigera är en fjärilsart som beskrevs av Dyar 1902. Haploa lumbonigera ingår i släktet Haploa och familjen björnspinnare. Inga underarter finns listade i Catalogue of Life.